# Præsidentvalget i Finland 2024
Præsidentvalget i Finland 2024 blev afholdt 28. januar 2024 og 11. februar. Den siddende præsident Sauli Niinistö måtte efter to perioder ikke genopstille.
Blandt kandidaterne var den tidligere statsminister Alexander Stubb, siddende udenrigsminister Pekka Haavisto og siddende parlamentsformand Jussi Halla-aho (en). Haavisto tabte til Niinistö ved valgene i 2012 og 2018.
I første valgrunde gik de to kandidater med flest stemmer videre til anden valgrunde. Hvis en kandidat fik mere end 50 % af stemmerne i første valgrunde ville kandidaten vinde præsidentvalget her og 2. valgrunde ville udgå. Da ingen kandidat fik mere end 50 % af stemmerne i første runde, gik de to kandidater med flest stemmer, Stubb (27,2 %) og Haavisto (25,8 %), videre til anden runde den 11. februar 2024. Halla-aho fik tredjeflest stemmer med 19,0 %. 44 % af stemmerne blev afgivet som brevstemmer. Valget blev efter to runder vundet af Alexander Stubb med 51,6 % af stemmerne.